# Sally Gardner
Sally Gardner (* 1954 in London als Sarah Gardner) ist eine britische Illustratorin, Bilder- und Kinderbuchautorin. Für ihren Roman Maggot Moon wurde sie 2013 mit der Carnegie Medal ausgezeichnet.

## Biografie
Sally Gardner wurde 1954 als Tochter zweier Anwälte in Birmingham geboren und wuchs in London auf. Sie leidet an Dyslexie (einer Form der Legasthenie). Mit zwölf Jahren wurde die Krankheit erstmals bei ihr diagnostiziert, zwei Jahre später lernte die Britin trotzdem Lesen und Schreiben. Das erste von ihr flüssig gelesene Buch war angeblich Wuthering Heights von Emily Brontë. Aufgrund ihres Handikaps verwies man sie von mehreren Schulen als unerziehbar, sodass sie schließlich in eine Schule für Lernbehinderte bzw. schwererziehbare Jugendliche kam.
Dies hinderte Sally Gardner nicht daran, nach einem regulären Schulabschluss eine Kunstakademie mit besten Auszeichnungen abzuschließen und danach 15 Jahre lang als Kostümbildnerin an verschiedenen namhaften Theatern zu arbeiten. Nachdem ihre Zwillingstöchter (* 1983) und ihr Sohn (* 1987), die ebenfalls an Dyslexie leiden, etwas älter waren, begann sie Bilderbücher zu illustrieren; seit 1992 betätigte sie sich auch als Schriftstellerin.
Bei ihrem ersten betexteten Bilderbuch The Little Nut Tree griff sie 1993 den gleichnamigen traditionellen Spaßreim auf und sponn darum eine reichillustrierte Geschichte um ein Mädchen, ihren magischen Nussbaum und einer spanischen Prinzessin, der sie diesen Baum schenkte. Dabei siedelte sie ihre Geschichte in den 1830er Jahren an und stattete sie mit reich kolorierten Szenen aus, wie z. B. einer ausklappbaren Innentafel, die die pompöse Ankunft der Tochter des spanischen Königs schilderte. Diese Mischung sprach die Kritiker besonders an: „Brimming with historical detail, this gentle period piece strikes just the right balance between the fanciful and the realistic.“
Das zweite Bilderbuch, My Little Princess, griff im Folgejahr gewissermaßen ihre eigene Karriere als Kostümbildnerin auf, da den jungen Leserinnen es darin möglich wurde, ihre Prinzessin mit Kleidungsstücken ihrer Wahl auszustatten. Während das Prinzessinnenmotiv neben den der Feen eine stets gleichbleibende Konstante in den nächsten Jahren ihrer Tätigkeit sein sollte, blieb diese Anspielung auf ihren früheren Beruf eine Ausnahme. Recht erfolgreich war sie jedoch mit der Visualisierung und Vertonung traditioneller Kinderreime (Playtime Rhymes: All Our Favourite Rhymes) und regelrechter Prinzessinnen-Anthologien (A Book of Princesses. Five favourite Princess Stories. 1997).
Doch von nun an rückten Kinder mit besonderen (Super)-Kräften in ihren erzählerischen Vordergrund, die sich bei der jugendlichen Leserschaft großer Beliebtheit erfreuten, in ihren Auflagen rasch vergriffen waren und daher entweder in Zusammenstellungen als „Magical Kids“ oder als Hörbuch herausgebracht wurden, wobei namhafte Schauspieler wie Emilia Fox oder Andrew Sachs als Erzähler dienten. Gemeinsam ist diesen Geschichten, wie z. B. The Boy with the Lightning Feet (2006), dass Kinder durch Zusprache von Erwachsenen aus dem Umfeld ihrer Eltern überraschend ihre körperlichen Defizite (Gramps ist adipös) überwinden und über sich herauswachsen, indem sie besondere Talente (bei dem Jungen ist es der torgefährliche „Fuß“) bei sich selbst entdecken. Die Parallelen zu ihrer eingangs geschilderten eigenen Entwicklung sind dementsprechend vorhanden.
Dennoch ging Sally Gardner mit ihren folgenden Büchern, die sich erstmals an eine Leserschaft jenseits der Zehnjährigen richtete, einen anderen Weg, bei dem sie – wie bei ihren schriftstellerischen Anfängen – den sie selbst stets faszinierenden Rückgriff auf die Historie zur Hilfe nahm. Folglich spielten all ihre Geschichte nun in der Vergangenheit (England unter Oliver Cromwell bei I, Coriander, 2005; Französische Revolution bei The Red Necklace, 2007, und The Silver Blade, 2008), obwohl ihre Protagonisten samt und sonders mit einer idealisierten Traum- und Magiewelt in Verbindung stehen. Gleichwohl lobten die Kritiker die Allgemeinverständlichkeit ihrer Darlegung des historischen Hintergrunds und die Detailfreude ihrer Erzählung.
Bereits 2003 erhielt sie den Smarties Book Prize, Bronze Award für The Countess's Calamity in der Kategorie Kinder im Alter von sechs bis acht Jahren. Für ihren Jugendroman I, Coriander (zu Deutsch: Ich, Coriander) wurde sie 2005 mit dem Nestlé Smarties Book Prize in der Kategorie Kinder im Alter von neun bis elf Jahren ausgezeichnet. Das Buch handelt von einem Mädchen, das im 17. Jahrhundert die Geschichte ihrer Londoner Kindheit als Tochter eines Seidenhändlers erzählt, in deren Leben Magie und Phantasie dank einer Parallelwelt eine besondere Rolle spielen. Im darauffolgenden Jahr gewann Gardner erneut den Preis; diesmal mit Wibbly Pig’s Silly Big Bear in der Kategorie unter fünf Jahren.
Der BBC stellte sie sich in mehreren Interviews und Hörerbefragungen zum Thema Dyslexie und für das Kinderprogramm zur Verfügung.
Ihren eigenen Worten zufolge fällt ihr das Schreiben wesentlich leichter, da sie immer eine „Geschichte im Kopf“ habe, während sie sich beim Illustrieren stets mit dem Stoff auseinandersetzen müsste. Ihr Rat für angehende Autoren entsprach ihrer eigenen Geschichte: „Don't feel a failure if you can't spell. If you've got a story to tell, tell it.“ (Empfinde es nicht als Fehler, wenn du es nicht aussprechen kannst. Wenn du eine Geschichte zu erzählen hast, dann erzähle sie.)
Die Flüssigkeit des Schreibens verdankt sie ihren eigenen Worten zufolge in erster Linie ihrem Laptop, dank dessen Korrekturprogramm sie sich fallen lassen könne in der Autosuggestion, dass die Maschine ihre Fehler behebe: „I did it on a laptop. When I wrote before in exercise books, it was hopeless because I would forget I'd written something or lose the page. I bought one of those Apples that looks like a Barbie's loo seat. I rather loved it; it was blue. I realised that this machine thought like I did … It lets me freefall and write and write and write without thinking. It's like jumping out of a plane. When I come to the end most goes into the trash and I gently piece together the bits I like.“ Danach gehen ihre Texte an einen Bearbeiter, der ihre Grammatik bearbeitet, bevor das Manuskript zum eigentlichen Lektor weitergereicht wird.
2012 erhielt Gardner den Costa Book Award in der Sparte Kinderbuch für Maggot Moon.
Sally Gardner hat zwei Töchter und einen Sohn. Sie lebt mit ihrer Familie im Norden ihrer Geburtsstadt London.

## Presseschau
Maggot Moon (2013)

„But Maggot Moon is far from being the heart-warming story of a boy who finds friendship and overcomes his difficulties. […] At the heart of this David and Goliath story is the voice of the boy who cannot read. It rings out, full of verbal swagger, celebrating the human spirit that refuses to be crushed. "Why is mankind so fucking cruel?" demands Standish. "Why?" Teenage readers deserve big themes, big ideas and big emotions. Encourage one to read this powerful and affecting novel, and supply a large box of paper hankies.“

„The outstanding teenage novel of the autumn, arresting and original and written in a singular voice, is Sally Gardner’s Maggot Moon […]. Narrated by a boy with dyslexia, Standish Treadwell, it takes you inside the workings of his mind (something Gardner is well-placed to do as a dyslexic herself, and which the enhanced iBook for iPad brings vividly to life), as well as offering up something much darker: a parable about the perils of totalitarianism. Despite its simple language, it’s a disturbing read, but it also has a hopeful message – that a teenager, especially one with dyslexia, can have agency in the world.“

„Just when it seems that there’s nothing new under the dystopian sun, Gardner (The Red Necklace) produces an original and unforgettable novel about a boy in a totalitarian society who risks everything in the name of friendship. […] Parts of the story are very hard to read—early on, a classmate is beaten to death by a teacher in the schoolyard—but the violence asks readers to consider what the world would be like if certain events in history had turned out differently. Gardner does a masterful job of portraying Standish’s dyslexia through the linguistic swerves of his narration, and although the ending is pure heartbreak, she leaves readers with a hopeful message about the power of one boy to stand up to evil.“

## Werke (Auswahl)
als Autorin und Illustratorin
- The Little Nut Tree. Tambourine 1993, ISBN 978-0-688-13297-2.
- My Little Princess. Orion Children’s Books 1994, ISBN 978-1-85881-200-7.
- Playtime Rhymes: All Our Favourite Rhymes (Buch & CD). 1995, Neuauflage 2005 mit den Stimmen von Heather Chivers und Angela Dijksman, ISBN 978-0-7528-6088-6.
- A Book of Princesses. Five favourite Princess Stories. Orion 1997, ISBN 978-1-85881-350-9.
- The Strongest Girl in the World. Orion Children’s Books 1999, ISBN 978-1-85881-649-4.
- The Fairy Catalogue. Orion Children’s Books 2000, ISBN 978-1-85881-693-7.
- The Smallest Girl Ever. 2000
- The Boy Who Could Fly. 2001
  - Beide zuvor genannten Bände werden nur noch im Verbund unter folgendem Titel vertrieben: Magical Kids II: The Smallest Girl Ever and The Boy Who Could Fly, Dial 2008, ISBN 978-0-8037-3159-2.
- The Glass Heart: a Tale of Three Princesses. Orion Children’s Books 2001, ISBN 978-1-84255-073-1.
- Mama, Don't Go Out Tonight. Bloomsbury Publishing Books 2002, ISBN 978-0-7475-6121-7.
- The Invisible Boy. Orion Children’s Books 2002, ISBN 978-1-85881-840-5.
- Boolar's Big Day Out. Tales from the Box. Bloomsbury Publishing Books 2003, ISBN 978-0-7475-5945-0.
- Fairy Shopping. Orion Children’s Books 2003, ISBN 978-1-84255-194-3.
- The Boy with the Magic Numbers. 2003
- The Countess's Calamity. The Box. Bloomsbury Publishing Books 2003, ISBN 978-0-7475-5940-5.
- The Boy with the Lightning Feet Orion (Magical Children Book & CD). 2006, ISBN 978-0-7528-8818-7.

als Autorin
- I, Coriander. Orion Children’s Books 2005, ISBN 978-1-84255-664-1.
- Lucy Willow. Orion Children’s Books 2006, ISBN 978-1-84255-571-2.
- The Red Necklace. Speak; Reprint edition 2007, ISBN 978-0-14-241488-0[21][22]
- The Silver Blade. Dial 2008, ISBN 978-0-8037-3377-0.
- Maggot Moon. Hot Key Books 2013, ISBN 978-1-4714-0044-5.

als Illustratorin
- Marjorie Newman: Robert and the Giant. Hamish Hamilton Ltd. 1990, ISBN 978-0-241-12752-0.
- Beverley Birch: Suzi, Sam, George & Alice. Transworld Publishers 1993, ISBN 978-0-370-31771-7.
- Adrian Mitchell: Gynormous!: The Ultimate Book of Giants. Orion Children’s Books 1996, ISBN 978-1-85881-150-5.
- Jostein Gaarder: Hello? Is Anybody There?. Farrar, Straus and Giroux 1997, ISBN 978-0-374-32948-8.
- Georgie Adams: The Real Fairy Storybook: Stories the Fairies Tell Themselves. Orion 1998, ISBN 978-0-7528-6756-4.
- Frances Thomas: Polly's Running Away Book. Bloomsbury Publishing PLC 2001, ISBN 978-0-7475-5089-1.
- Frances Thomas: Polly's Absolutely Worst Birthday Book Ever. Bloomsbury Publishing Books 2001, ISBN 978-0-7475-5084-6.
- Frances Thomas: Polly's Really Secret Diary. Bloomsbury Publishing Books 2002, ISBN 978-0-7475-4464-7.

Audiobooks
- The Smallest Girl Ever. Erzählt von Emilia Fox, (gekürzt) Orion 2000
- The Smallest Girl Ever and the Strongest Girl in the World, MC, erzählt von Susan Jameson, Chivers North America 2002, ISBN 978-0-7540-5264-7 (J.C.G. Gewinner des AudioFile Earphones Award, 2004)
- Magical Children: „The Boy with the Magic Number“, „The Invisible Boy“, „The Boy with the Lightning Feet“. Gelesen Andrew Sachs und Emilia Fox, Orion 2010, ISBN 978-1-4091-1574-8.
- The Silver Blade: The French Revolution, Book 2. Erzählt von Janet Suzman, (ungekürzt) Orion 2009

in deutscher Übersetzung
- Ich, Coriander (I, Coriander). Aus dem Englischen von Anne Braun, cbj-Verlag, München 2006, ISBN 978-3-570-13104-6[23][24]
- The Silver Blade. Orion Publishing Group 2010, ISBN 978-1-84255-715-0.
- Zerbrochener Mond. Aus dem Englischen von Ingo Herzke, Reinbek, Carlsen 2014, ISBN 3-551-58307-2

## Rezeption
Im Dezember 2009 verkündete Gardner auf ihrem Blog, dass Schauspieler und Regisseur Dominic West die Filmrechte an ihren beiden Büchern The Red Necklace und The Silver Blade erworben habe.